# Division d'Ambala
La division d'Ambala  est une division territoriale de l'État de l'Haryana en Inde. 
Sa capitale est la ville d'Ambala.

## Districts
- Ambala,
- Kaithal
- Kurukshetra,
- Panchkula
- Yamuna Nagar